# 버마갈대

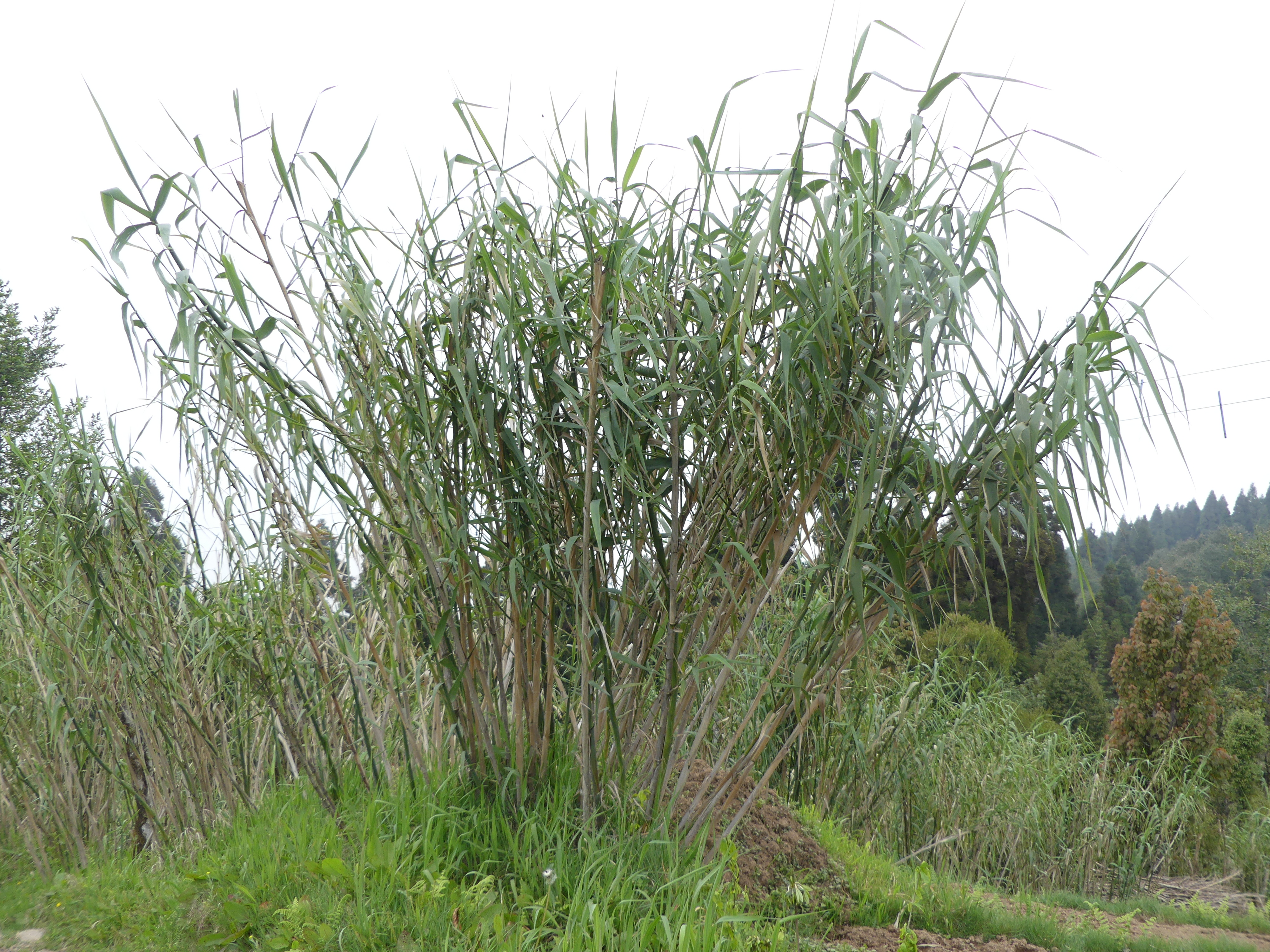

버마갈대는 벼목 벼과의 식물이다.

## 특징
버마갈대의 줄기 높이는 꽃 줄기를 포함해서 0.91~4.51m이다. 잎의 길이는 잎의 접합부에서 수평선 깃털 한줄을 제외하고는 20-25cm이다. 줄기의 폭은 약 1.3cm이다. 꽃의 깃털은 0.91m까지 자라고, 수백개의 작은 꽃으로 구성되어 있다. 꽃은 남부 플로리다에서 4월과 10월에 피고, 각각의 덩어리가 평균 40개의 줄기와 12-20개의 꽃 깃털을 생성한다.

## 참조
- Bor, N.L. 1960. The Grasses of Burma, Ceylon, India and Pakistan. Pergamon Press, New York, 767 pp.